# Novinářská kachna

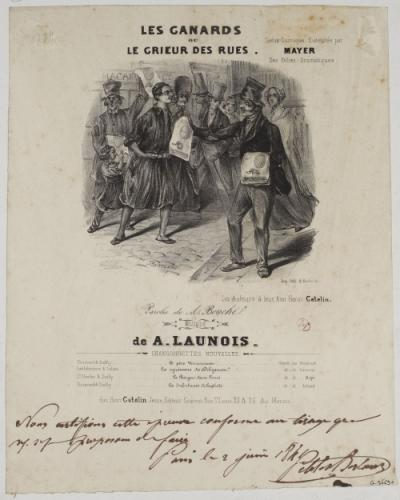
Pouliční prodavač tisku, Paříž (plakát divadelní hry Les Canards, 1841)

Novinářská kachna (kalk německého Zeitungsente, francouzsky canard) je označení pro neověřenou a nepravdivou (vymyšlenou) zprávu, typicky formulovanou senzačním či skandálním způsobem.

## Název

### Etymologie
Francouzské slovní spojení vendre un canard à moitié (doslovně „prodat půlku kachny“) má význam napálit. Pod vlivem tohoto rčení z 2. poloviny 16. století se začalo kolem roku 1750 slovo canard ve francouzštině užívat pro vymyšlené a přehnané zprávy vydané tiskem k oklamání veřejnosti.
Později nebyl jasný původ výrazu a různé zdroje se snažily vysvětlovat jeho vznik rozdílně:
- V pařížském argotu poloviny 19. století se podle jeho křiku nazýval pouliční prodavač tisku canard (tj. doslovně „kačer“); odsud se měl výraz přenést na nepravdivé zprávy.[6]

- Neověřené informace opatřovali vydavatelé novin zkratkou N. T. (buď z latinského non testatum, nebo z anglického not testified – obojí v překladu neověřeno). Fonetická podoba zkratky [enté] se zvukově podobá německému die Ente, tj. česky kachna. Proti tomuto výkladu ale hovoří to, že zkratku N. T. používal německý tisk především po druhé světové válce, když přebíral zprávy od amerických a britských okupačních sil. Dalším problémem této teorie byl údajný objev karikatury z roku 1849, na které je novinář s brašnou, ze které vykukují dvě kachny.[3]
- Podle nepřesné informace v publikaci Zakopaný pes aneb O tom, jak, proč a kde vznikla některá slova, jména, rčení úsloví, pořekadla a přísloví měly za vznikem výrazu údajně stát francouzské Zemědělské noviny,[pozn. 1] které měly roku 1775 otisknout článek Nový způsob chytání divokých kachen.[7][pozn. 2] Souvislost se vznikem „novinářské kachny“ je ale sporná. Téměř shodný způsob lovu kachen existuje v krásné literatuře; použil ho legendární baron Prášil (baron Münchhausen, 1720–1797).[8][3]
- Bratři Grimmové se pokoušeli vyvodit výraz z výroku Martina Luthera, který přirovnal kacířství k modré kachně (německy blaue Ente). Podle jiného výkladu měl Luther použít slovo Lugende (ve smyslu lživá legenda), zvukově podobné německému Ente.

### Používání výrazu včeštině
Pražský deník Bohemia (psaný německy) používal německý ekvivalent Zeitungsente již v polovině 19. století. V češtině o tomto výrazu pojednává 4. díl  Slovníku naučného, který vyšel v roce 1865:
Kachna novinářská nazývá se zpráva nepravdivá, která však nápadností neb podivností budí zvědavost, pročeš rychle z jedněch novin do druhých se dostává, až je, jak se říká, všechny proplula, načež teprv vycházívá na jevo, že je celá zpráva buď pouhá lež, aneb, že se sice něco stalo, ale jinde, jindy a jinak, než se psalo.
Slovník naučný, 1865
 Samostatný fejeton „Novinářská kachna“ jí věnoval Jan Neruda v roce 1886.
| „                                      | Kdy ta „novinářská“ vylíhla se první, dějepis neví. Nejspíš vložil laskavý bůh vajíčko její hned do prvních novin, a noviny narodily se před tisíci už lety v Číně, jako tak mnohé jiné ještě krásné a užitečné věci. | “ |
| — Jan Neruda: Novinářská kachna (1886) | |   |

## Podobné mystifikace
Existuje více typů mystifikačních útvarů. Vedle novinářských kachen tak existují ještě například hoaxy a fake news. Zatímco hoaxy (nebo též poplašné zprávy) se používají v prostředí internetu a označují smyšlené zprávy šířené přes e-mail nebo instant messaging, fake news (nebo též falešné zprávy) jsou zprávy, obvykle založené na pravdivém základě, ale s vylhanými detaily, jejichž cílem je manipulovat (dezinformovat) obyvatelstvo. Fake news tedy mají propagandistický účel, kdežto účel novinářských kachen je častokrát jen propagační (podpořit prodej periodika). Terminologie těchto pojmů je však neustálená.